# Антонин Новотни
Антонин Новотни (на чешки: Antonín Novotný) е първи секретар на Комунистическата партия на Чехословакия в периода 1953 – 1968 г. и президент на Чехословакия в периода 1957 – 1968 г. Принуден е да предаде властта на Александър Дубчек по време на краткотрайното движение за реформи през 1968 г.

## Ранни години
Новотни е роден на 10 декември 1904 г. в Летняни (днес част от Прага), тогава в границите на Австро-Унгария. Семейството му е от работническата класа и той израства работейки като ковач. Той е един от първите членове на Комунистическата партия на Чехословакия още от основаването ѝ през 1921 г. Става неин професионален функционер през 1929 г.
През 1935 г. е избран за делегат на 7-ия световен конгрес на Коминтерна, а през 1937 г. е избран за регионален партиен секретар за Прага. През 1938 г. е назначен за секретар и редактор на партийния вестник в Южноморавския край.

## Втора световна война
С избухването на Втората световна война е окупацията на Чехословакия от Нацистка Германия през 1939 г., комунистическата партия е забранена и преминава в тайно съществуване. Новотни служи като един от лидерите ѝ в Прага. В крайна сметка, обаче, той е арестуван от Гестапо през септември 1941 г. и незабавно е депортиран в концлагера Маутхаузен.
Той оцелява и е освободен от американски войски на 5 май 1945 г.

## Следвоенни години и президентство
След войната, Новотни се завръща в Чехословакия и продължава дейността си в комунистическата партия. Той е избран за член на централния ѝ комитет през 1946 г. През септември 1951 г. е назначен в секретариата на ЦК и се превръща в една от главните фигури на партията след ареста на Рудолф Слански, който е обвинен в „титовизъм“ през ноември същата година.
Назначен е за вицепремиер през февруари 1953 г. След смъртта на партийния лидер Клемент Готвалд през март 1953 г. Новотни става основен кандидат в борбата за наследството му, като в крайна сметка я спечелва през септември същата година, когато е избран за първи секретар на партията, което на практика го прави държавен глава на Чехословакия.
Когато президентът Антонин Запотоцки и министър-председателят Вилям Широки поискват по-малко репресивно управление, крайният Новотни успява да ги надхитри, тъй като си служи с подкрепата на Съветския съюз. В края на 1953 г., по време на среща в Москва, на Запотоцки и Широки е казано да се придържат към принципите на „колективното ръководство“ или, с други думи, да се откажат от властта в полза на Новотни.
При режима на Новотни, народът продължава да е изправен пред строги правителствени регулации и ограничения в областта на изкуствата и медиите, макар те драстично да отслабват след смъртта на Сталин през 1953 г. и последвалата програма по десталинизация през 1956 г. Неговите полу-авторитарни практики довеждат до засилващи се призиви за нова форма на социализъм, която да включва честни избори и отговорност на лидерите пред народа. Независимо от това, администрацията на Новотни остава централизирана в продължение на 10 години. През тези години обществото еволюира. След смъртта на Запотоцки през 1957 г., за президент е избран Новотни, което допълнително консолидира властта му. Три години по-късно той заменя повърхностно демократичната конституция от 9 май с нова конституцията, която е изцяло комунистически документ.

### Събития през 1968 г.
Докато Новотни се оказва принуден да приеме някои реформи под обществения натиск през 1960-те години, тези усилия са посредствени. Нарастващото недоволство на народа води до това, че Новотни започва да губи властта си. Причина за това са многобройните арести и убийства на невинни, които протестират срещу комунистическия режим. Накаран е да подаде оставка като партиен лидер през януари 1968 г. и е заменен с реформиста Александър Дубчек. Два месеца по-късно е отстранен и като президент, а през май 1968 г. се оттегля и от ЦК на комунистическата партия.

## По-късни години
През 1971 г., в хода на т.нар. нормализация в страната, той е преизбран в ЦК на партията. Въпреки това, политическото му влияние вече е минимално, а и вече е твърде болен, за да се изправи срещу администрацията на Густав Хусак. Умира на 28 януари 1975 г. в Прага.